# 1843 dans le catholicisme
Chronologie du catholicisme
- 1839
- 1840
- 1841
- 1842
- 1843
- 1844
- 1845
- 1846
- 1847

Cet article présente les faits marquants de l'année 1843 dans le catholicisme.

## Évènements
- 27 janvier : Création de 3 cardinaux par Grégoire XVI.
- 19 février : Consécration épiscopale de Vincenzo Gioacchino Pecci, futur pape Léon XIII.
- 19 juin : Création de 2 cardinaux par Grégoire XVI.
- 27 juin : Création d'un cardinal par Grégoire XVI.

## Naissance
- 25 mars : Paul Buguet, prélat français, à l'origine de l'édification de la Basilique Notre-Dame de Montligeon, fondateur de l'Œuvre expiatoire pour la délivrance des âmes délaissées du purgatoire († 14 juin 1918)

## Décès
- 24 février : Giacomo Giustiniani, cardinal italien de la Curie (° 20 décembre 1769)
- 13 mars : Étienne Rouchouze, prélat et missionnaire français, vicaire apostolique d'Océanie orientale et évêque titulaire de Nilopolis (de) (° 28 février 1798)
- 3 août : Fabrizio Sceberras Testaferrata, cardinal maltais, évêque de Senigallia (° 1er avril 1757)
- 11 octobre : Alessandro Giustiniani, cardinal italien, diplomate du Saint-Siège (° 3 février 1778)
- 19 novembre : Carlo Maria Pedicini, cardinal italien de la Curie (° 2 novembre 1769)